# La Roquette-sur-Var
La Roquette-sur-Var (Occitaans: Sa Roqueta de Var; Italiaans (verouderd): Rocchetta del Varo) is een gemeente in het Franse departement Alpes-Maritimes (regio Provence-Alpes-Côte d'Azur). De plaats maakt deel uit van het arrondissement Nice. La Roquette-sur-Var telde op 1 januari 2022 933 inwoners.

## Geografie
De oppervlakte van La Roquette-sur-Var bedroeg op 1 januari 2022 3,99 vierkante kilometer; de bevolkingsdichtheid was toen 233,8 inwoners per km².
De onderstaande kaart toont de ligging van La Roquette-sur-Var met de belangrijkste infrastructuur en aangrenzende gemeenten.

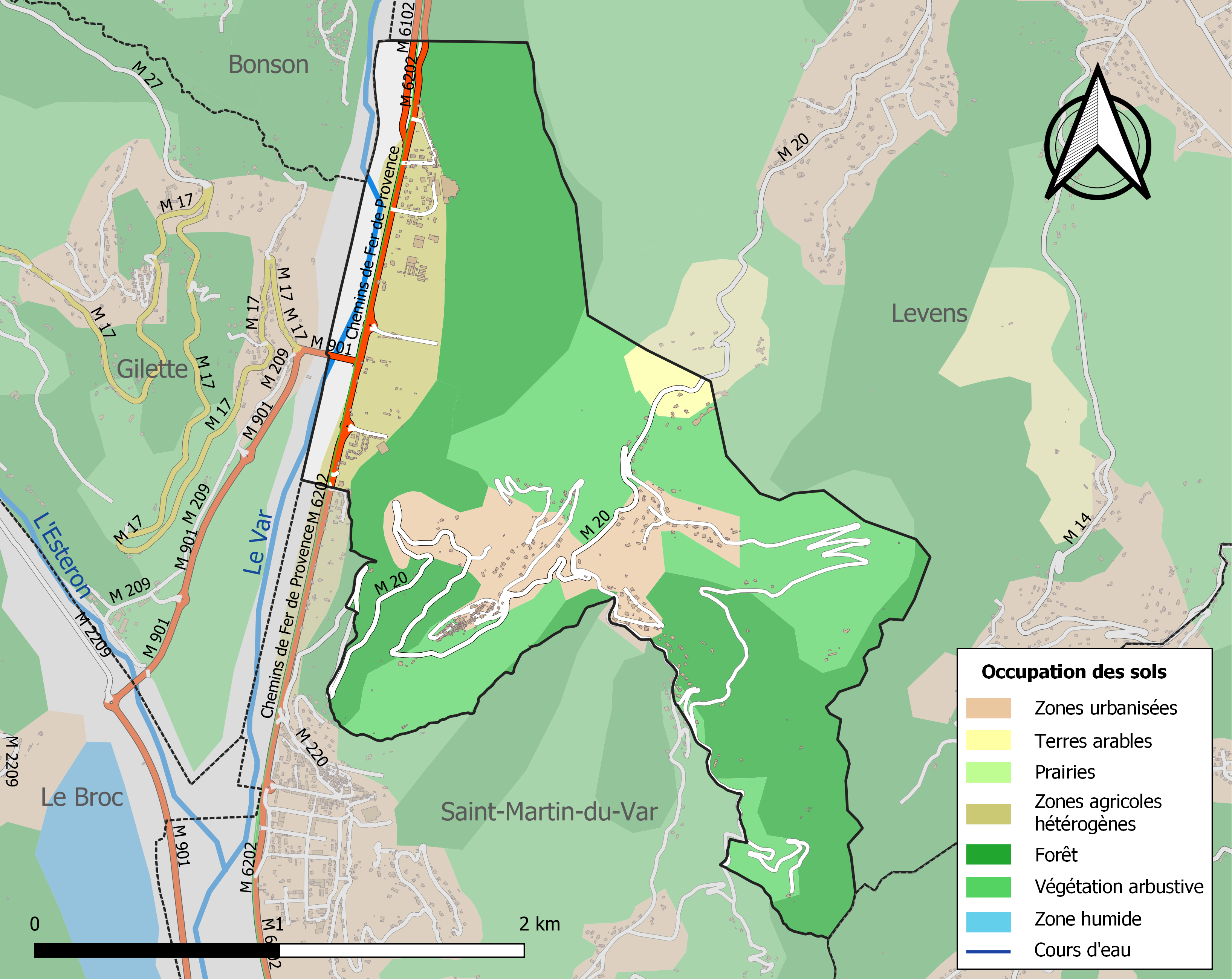

## Demografie
Onderstaande figuur toont het verloop van het inwonertal (bron: INSEE-tellingen).
Vanwege een beveiligingsprobleem met de MediaWiki Graph-software is het momenteel niet mogelijk deze grafiek weer te geven. Zodra de software is bijgewerkt zal de grafiek vanzelf weer zichtbaar worden.